# Salomon ibn Gabirol
Salomon ibn Gabirol (hébreu : שלמה בן יהודה אבן גבירול, Shelomo ben Yehouda ibn Gabirol ; arabe : أبو أيوب سليمان بن يحيى بن جبيرول, Aboū Ayyoūb Soulaimān bin Yaḥyā bin Jabīrūl), latinisé en Avicebron) (vers 1021, Malaga - vers 1058, Valence) est un rabbin andalou, poète, théologien et philosophe, rattaché au néoplatonisme.
« Poète parmi les philosophes, philosophe parmi les poètes » comme le qualifie Heinrich Heine, il est l’auteur d’une œuvre philosophique dont la teneur a bien plus influencé la scolastique chrétienne que la philosophie juive, alors que ses poèmes ont tant fait pour sa renommée que la grande artère du district nord de Tel-Aviv, porte aujourd'hui son nom, ainsi que d’autres rues en Israël.

## Biographie
Salomon ibn Gabirol naît à Malaga vers 1021. Orphelin en jeune âge, il arrive à Saragosse, où son génie poétique lui vaut la protection du mécène Yekoutiel ben Isaac ibn Hassan, ministre juif du roi taïfa de Saragosse, Ahmad ibn Sulayman al-Muqtadir. Lorsque Yekoutiel meurt assassiné, victime d'intrigues politiques, Ibn Gabirol lui dédie une élégie dont la puissance ne sera égalée que pour la mort de Haï Gaon.
Peu après, il quitta Saragosse et vagabonda à travers l'Espagne. Il trouva un autre protecteur en la personne de Samuel ibn Nagrela, avec lequel il finit par se brouiller et décharger ses piques les plus ironiques.
Il mourut à Valence vers 1058-59 après des années d'errance. Ibn Yaḥya dans son Shalshelet ha-Kabbalah rapporte une légende selon laquelle il fut assassiné par un poète jaloux et enterré sous un figuier, qui donna de si bons fruits, qu'on creusa sous lui afin de déterminer les causes de cette qualité, et qu'on trouva le cadavre d'Ibn Gabirol ; le meurtrier aurait alors expié de sa vie.
Adepte de la philosophie néoplatonicienne, son œuvre la plus célèbre qui nous soit parvenue est Fons Vitae (מקור חיים Source de Vie, d'après Psaumes 36:10), écrite en arabe.
Le piyut (poème religieux) Shachar Avakeshcha lui est attribué. Ce poème fait partie du répertoire chanté par les Juifs du Maroc et d'Afrique du Nord. Il est repris dans de nombreux rituels destinés aux Juifs sépharades et est chanté lors des jours de fêtes (Yom Tov).
On lui attribue également sans certitude l'écriture du piyut philosophique Keter Malkhout (« La Couronne royale ») qui est lu le jour de Yom Kippour, et le poème Adon Olam (remerciement à Dieu pour sa protection).

## Authenticité de ses œuvres
Selon Jacques Schlanger, spécialiste d'Ibn Gabirol, ce dernier n'est pas un précurseur de la kabbale, et seulement deux œuvres peuvent lui être attribuées avec un haut degré de certitude : le Livre de la correction des mœurs et le Livre de la source de vie (Fons Vitae). En revanche, le Choix de perles (ou Livre des Perles), qui est un recueil de maximes de sagesse, n'est peut-être pas d'Ibn Gabirol. La liste de ses œuvres doit être approchée en tenant compte de ce problème d'attribution, en particulier le Livre des Perles. Selon Maurice-Ruben Hayoun, spécialiste de la philosophie juive, le poème de la Couronne royale serait authentique.

## Fons Vitae(Fontaine de Vie)

### Plan de l'ouvrage
Influencée par les idées néoplatoniciennes, l'œuvre est écrite sous forme d'un dialogue entre un maître et son disciple, elle est divisée en cinq parties :
- La première partie est une clarification préliminaire des notions de forme et de matière universelle.
- La seconde décrit la matière spirituelle sous-jacente aux formes corporelles.
- La troisième démontre l'existence de substances simples.
- La quatrième s'occupe des formes et matières de ces substances simples.
- La cinquième discute enfin des formes et matières universelles telles qu'elles existent en elles-mêmes.

### Théologie gabirolienne
Salomon ibn Gabirol soutient l'« incognoscibilité de Dieu » dans le Fons Vitae, explique Maurice-Ruben Hayoun, spécialiste de philosophie juive. Gabirol écrit : 
« Ce qui est impossible c'est de connaître l'essence de l'essence première sans les créatures qui ont été produites par elle, ce qui est possible, c'est de la connaître mais uniquement par les œuvres qu'elle a produites. »

### Situation dans l'histoire
Cette œuvre inspire, tant dans le fond que dans la forme, le néoplatonicien Abraham ibn Ezra. Abraham ibn Dawd Halevi, loue également le poète, mais critique sévèrement le philosophe, allant jusqu'à rédiger dans son Emouna Rama, une attaque en règle de toutes ses assertions, en lui reprochant d'avoir philosophé sans avoir tenu compte du moindre point de vue religieux.
De fait, même si l'on peut trouver de vagues similitudes entre Mekor Haïm et son plus grand poème Keter Malkhout, on est avant tout frappé par les différences de Weltanschauung : le Dieu impersonnel, aristotélicien, mécanistique du philosophe, fait place au Dieu miséricordieux, Qui aime, et Se soucie de la moindre de Ses créatures, Qui infléchit le cours du monde et de l'histoire en fonction de Ses desseins, en agissant directement sur la fabrique même de la réalité. C'est le Dieu Qui dit d'une chose « Soit » et elle est.
Comme Philon, qui avait contribué à introduire la philosophie grecque dans les milieux juifs d'Alexandrie, ibn Gabirol assimile la pensée gréco-arabe, et la répand en Occident. L'œuvre d'ibn Gabirol n'aura pas davantage d'influence sur ses contemporains juifs que son prédécesseur en son temps.
En revanche, tout comme le message de Philon avait influencé les Pères de l'Église, Gabirol marqua profondément les scolastiques chrétiens, y compris Albert le Grand et son élève, Thomas d'Aquin. C'est ironiquement par leur biais que le philosophe, dont le nom aura été déformé en « Avicebron », sera connu d'Isaac et de Juda Abravanel, de Moïse Almosnino, et de Joseph Delmedigo.
Cet ouvrage, bien que cité par plusieurs Rishonim, tomba dans l'oubli, du moins dans les milieux juifs. Comme il ne contenait pas les habituelles références aux textes fondateurs du judaïsme, à savoir le Pentateuque et le Talmud, et que, d'autre part, il était rédigé en arabe, on prit son auteur, « Avicebron » (voir supra), pour un philosophe scolastique chrétien, défenseur de saint Augustin, ou pour un défenseur musulman d’Aristote, et cet ouvrage, traduit en latin sous le nom de Fons Vitae par des moines franciscains, devint une importante référence pour eux et pour le monde chrétien en général. En 1846, Salomon Munk découvre parmi les manuscrits hébreux de la Bibliothèque Nationale de Paris, l’œuvre de Shem Tov Ben Joseph Falaquera, qui, après comparaison avec un manuscrit latin du Fons Vitae d'Avicebron (également trouvé par Salomon Munk à la Bibliothèque nationale), s'est avéré être une collection d'extraits de l'original arabe dont le Fons Vitae n'était qu’une traduction. Il en conclut qu'Avicebron était en réalité le juif Ibn Gabirol.

## Œuvres
- La Source de vie, livre III. De la démonstration de l’existence des substances simples, texte original en arabe[9]. Traduction, introduction et notes de Fernand Brunner, Paris, Vrin, 1950, 192 p.
- Livre de la Source de vie (Fons Vitae) (bilingue). Traduction, introduction et notes par Jacques Schlanger, Paris, Aubier-Montaigne, 1970, 328 p., (coll. « Bibliothèque philosophique »). Édition plus récente chez Hermann, 2015.
- La Couronne royale, introduit, traduit et annoté par Paul Vulliaud, Dervy, 1953. Édition plus récente chez Fata Morgana, 1997.
- Le Livre des Perles, Paris, Avant-Propos, 2014 (texte original en arabe[9]).
- Livre de la Correction des mœurs (texte original en hébreu).
- (it) Shelomoh Ibn Gabirol, Fons Vitae, Meqor hayyîn. Edizione critica e traduzione dell'Epitome ebraica dell'opera, a cura di Roberto Gatti, Genova, Il melangolo, 2001, 336 p. (coll. « Testi e studi di filosofia ebraica medioevale »).

### Études sur Ibn Gabirol
- Fernand Brunner, Platonisme et aristotélisme : La critique d'Ibn Gabirol par Saint Thomas d'Aquin, Louvain-Paris, Publications universitaires de Louvain-Ed. Béatrice Nauwelaerts, 1965.
- Maurice-Ruben Hayoun, « Salomon ibn Gabirol (1021-1050) », dans La Philosophie médiévale juive, Paris, PUF, 1991 (ISBN 9782130438267), p. 32-48.
- Jacques Schlanger, La Philosophie de Salomon ibn Gabirol : Étude d'un néoplatonisme monothéiste. Leiden, E.-J. Brill, 1968 (coll. « Études sur le judaïsme médiéval », n°3). Rééd. chez Hermann, 2015.
- Mickaël Vérité, « Saint Thomas d'Aquin lecteur du Liber Fontis Vitae d'Avicébron », dans la Revue des Sciences Philosophiques et Théologiques, n°86, Paris, Vrin, 2002, p. 443-448.